# الدوري الإسباني لكرة السلة الدرجة الثانية
الدوري الإسباني لكرة السلة الدرجة الثانية (بالإسبانية: Liga Española de Baloncesto Oro)‏ هو دوري كرة سلة في إسبانيا تأسس في سنة 1996. يلعب فيه 18 فريقا. يعتبر سي بي مورسيا هو الأكثر فوزا به وذلك برصيد 3 بطولات.

## وصلات خارجية
- الموقع الرسمي